# Snihurivský rajón
Snihurivský rajón (ukrajinsky Снігурівський район) byl rajón v Mykolajivské oblasti na Ukrajině. Hlavním městem byla Snihurivka a rajón měl přibližně 39 tisíc obyvatel. 

## Sídla v rajónu
- Snihurivka